# Haras (personal de seguridad de califas)
Los Haras o Jaras (en árabe: الحرس‎; "la Guardia") eran unidades de guardaespaldas de los califas durante los califatos omeya y abasí. El haras también se instituyó en el emirato omeya de Córdoba en la actual España.

## Origen

### Califato omeya en Damasco
El haras se estableció por primera vez durante el gobierno de Muawiya I (r. 661-680), el primer califa omeya. La mayoría de crónicas clásicas describen que estableció el haras después de un intento de asesinato en su contra. Para ello, designó a un mawla, Muslim Abu Abdullah, como su jefe, y se construyó una habitación custodiada dentro de la mezquita, que estaba rodeada de miembros del haras durante las horas de oración. También ordenó que los miembros del haras caminaran frente a él con lanzas en procesiones formales.

### Emirato de Córdoba
En el emirato omeya de Córdoba, Al-Haras fue establecido por Al-Hakam I, el emir omeya de Córdoba (796-822) en 805. Los haras fueron comandados por el líder visigodo de los cristianos seculares en Córdoba, el Comes (conde) Rabi, hijo de Teodulfo, quien también fungía como recaudador de impuestos del emir. Rabi fue posteriormente destituido y ejecutado por crucifixión por presuntas apropiaciones indebidas.
El profesor Christopher I. Beckwith ha comparado los haras con otras unidades de guardaespaldas reales en las sociedades indoeuropeas, generalmente conocidas como Comitatus.

## Servicio

### Organización
Los haras eran comandados por un jefe, que con frecuencia también ocupaba puestos administrativos y relacionados con la seguridad, tales como la responsabilidad del sello oficial, la oficina del chambelán y la oficina de correspondencia. Las cualificaciones para el cargo de jefe probablemente incluían habilidades militares, fuerza física, lealtad al califa y habilidades administrativas. La mayoría de jefes de los haras que se conocen eran mawali, esto es, libertos de origen no árabe. Era probable que muchos de sus miembros fuesen también mawlas. La razón para elegir a no árabes era que estos no tenían las lealtades tribales que podían en cambio comprometer la lealtad de un árabe al califa. No era raro que una persona relacionada con el jefe del haras fuera quien lo sucediera en el cargo.
El tamaño de los haras variaba, yendo de 300 durante el reinado de Úmar ibn Abdul Aziz hasta 500 durante el reinado de al-Mahdi.

### Armas
Las crónicas sobre los haras describen que sus miembros iban armados con lanzas o lanzas cortas llamadas hirab (plural harba) y garrotes o mazas de hierro llamadas 'umud. Otras crónicas también afirmaban que los miembros usaban látigos. Los jefes solían usar espadas, y su nombramiento ocasionalmente iba acompañado por una entrega ceremonial de una espada. También se escribe que los jefes usaban cadenas como instrumento de tortura.

### Función
El papel principal de los haras era fungir como guardaespaldas personales de los califas. Se sabía que los miembros de Haras custodiaban al califa incluso durante reuniones privadas, en las noches y durante las oraciones en la mezquita.
Ocasionalmente, eran usados por el califa reinante para intimidar también a sus oponentes políticos. Por ejemplo, cuando Muawiya exigió que las personas aceptaran a su hijo Yazid como su sucesor y le juraran lealtad, envió a miembros del haras a intimidar a personas reacias. También se afirma que Yazid envió a algunos miembros del haras contra Abdullah ibn Zubair, para así asegurarse la lealtad de Abdullah.